# Holzhausen, Oberösterreich
Holzhausen är en ort och kommun i Österrike. Den ligger i distriktet Wels-Land i förbundslandet Oberösterreich,  170 kilometer väster om huvudstaden Wien. 
Kommunen består av sex orter (Ortschaften) (inom parentes invånarantal 1 januari 2024):
- Grillparz (23)
- Holzhausen (671)
- Jebenstein (151)
- Kranzing (48)
- Lehen (142)
- Niederprisching (32)